# Paropsia madagascariensis
Paropsia madagascariensis là một loài thực vật có hoa trong họ Lạc tiên. Loài này được (Mast.) H. Perrier mô tả khoa học đầu tiên năm 1940.